# Casilda Bisbal
Casilda Bisbal (València, ca. 1775 - ?, s. XIX) va ser una pintora valenciana.
Hom la fa nascuda a València vers 1775, tot i que altres la fan nascuda a Benicarló, d'on era veïna el 1789. Probablement va tenir accés a la pintura a través d'alguna acadèmia o taller de pintura familiar. El 1789 va presentar una cartilla, còpia del Libro de principios de José Ribera a la Reial Acadèmia de Belles Arts de Sant Carles de València, amb la qual la Junta li va atorgar el títol de supernumerària de la secció de pintura el 9 d'agost de 1789. La cartilla que va presentar estava composta de 24 fulls de paper imperial, propietat de la mateixa acadèmia, però no s'ha conservat, tot i que va figurar a l'inventari de la institució fins a 1815.
La Junta esperava que continués la seva formació, per tal de poder agraciar-la amb més honors d'acord amb el seu talent. En tot cas, la seva obra va tenir molta difusió i va acabar en mans de nombrosos particulars. Es desconeix la data de defunció, però a començaments de segle xix, segons Manuel Ossorio, encara es trobava activa a València.